# Joseph de Goislard de Monsabert
Pour les articles homonymes, voir Goislard de Monsabert.
Joseph de Goislard de Monsabert, né le 30 septembre 1887 à Libourne et mort le 13 juin 1981 à Dax, est un général et député français, compagnon de la Libération, grand-croix de la Légion d'honneur et médaillé militaire.
Il s'illustre pendant la Seconde Guerre mondiale durant la campagne de Tunisie, puis pendant la campagne d'Italie à la tête de la 3e division d'infanterie algérienne (3e DIA) et enfin lors de la campagne de libération de la France, notamment pendant le débarquement de Provence au cours duquel il participe à la bataille de Toulon et à celle de Marseille. 

## Biographie

### Jeunesse et formation
Né au sein d'une famille de la noblesse française subsistante, Joseph de Goislard de Monsabert, après des études au lycée Saint-François-Xavier de Vannes, est admis à école militaire de Saint-Cyr en 1907. Il fait ses classes au 50e régiment d'infanterie de Périgueux, puis rejoint, en 1908, l'École spéciale militaire. Il appartient à la promotion du Maroc (92e promotion 1907-1910). 

### Première Guerre mondiale
Volontaire pour l'Armée d'Afrique, il doit cependant quitter le Maroc et le 3e régiment de tirailleurs algériens pour s'illustrer pendant la Grande Guerre au 1er régiment mixte de zouaves et tirailleurs puis au 9e régiment de marche de zouaves. Il est cité sept fois et fait chevalier de la Légion d'honneur en 1916.

### Entre-deux-guerres
Quand, après son stage à l'école supérieure de guerre, il doit quitter la troupe, c'est le plus souvent en Afrique du Nord qu'il demande à servir dans les garnisons de Tadla, Taza, Blida.

### Seconde Guerre mondiale

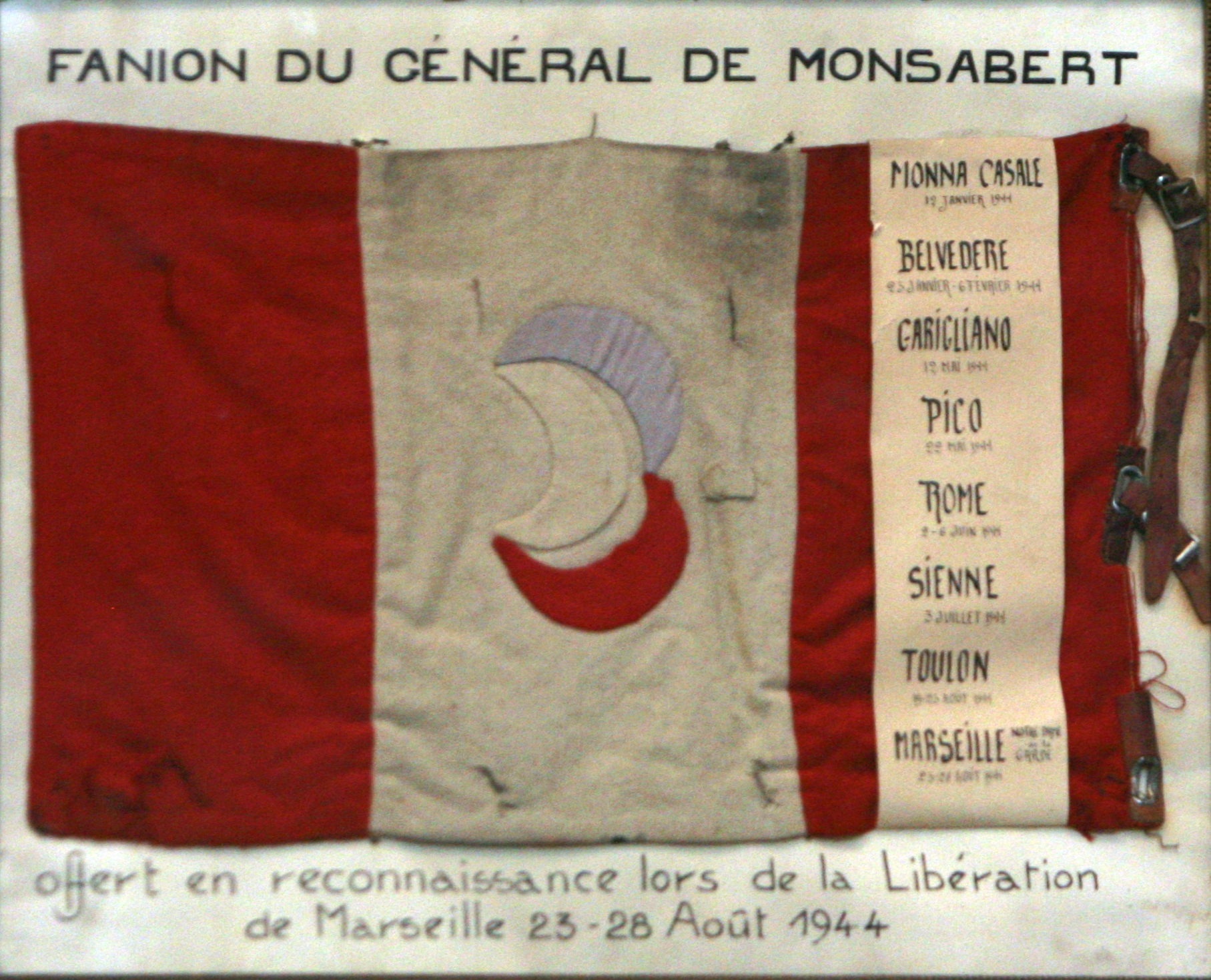
Fanion offert au général de Monsabert après la libération de Marseille.

Il commande le 9e régiment de tirailleurs algériens à Miliana au début de la Seconde Guerre mondiale. En juillet 1940, il intègre l'armée d'Armistice du nouveau régime de Vichy et devient général en août 1941.
Après le débarquement américain en Afrique du Nord en novembre 1942 et alors qu'il est en Algérie, il prend fait et cause pour les Alliés, en tentant de neutraliser les troupes hésitantes. Il se voit confier le commandement de la 3e division d'infanterie algérienne (3e DIA), avec mission de la mettre sur pied et de l'entraîner. Il a joué un rôle important dans la création des corps francs d'Afrique dont il prendra le commandement le 25 novembre 1942.
Sa première tâche est de refouler les Allemands débarqués à Bizerte en Tunisie. Après six mois de combat, la division entre dans Tunis au milieu des acclamations de la population. Puis c'est la campagne d'Italie de novembre 1943 à juillet 1944 pendant laquelle la 3e DIA joue un rôle éminent au sein du corps expéditionnaire français. Pendant dix jours, la division Monsabert retient, sur un front de 8 km, 27 bataillons allemands sur les 44 opposés à la 5e armée américaine qui combat sur 70 km de front.
Devant Sienne, que la 3e DIA s'apprête à libérer le 3 juillet, Monsabert répond à un officier qui lui demande d'approuver un plan de préparation d'artillerie « Si vous tirez en deçà du 18e siècle, je vous fais fusiller ! »

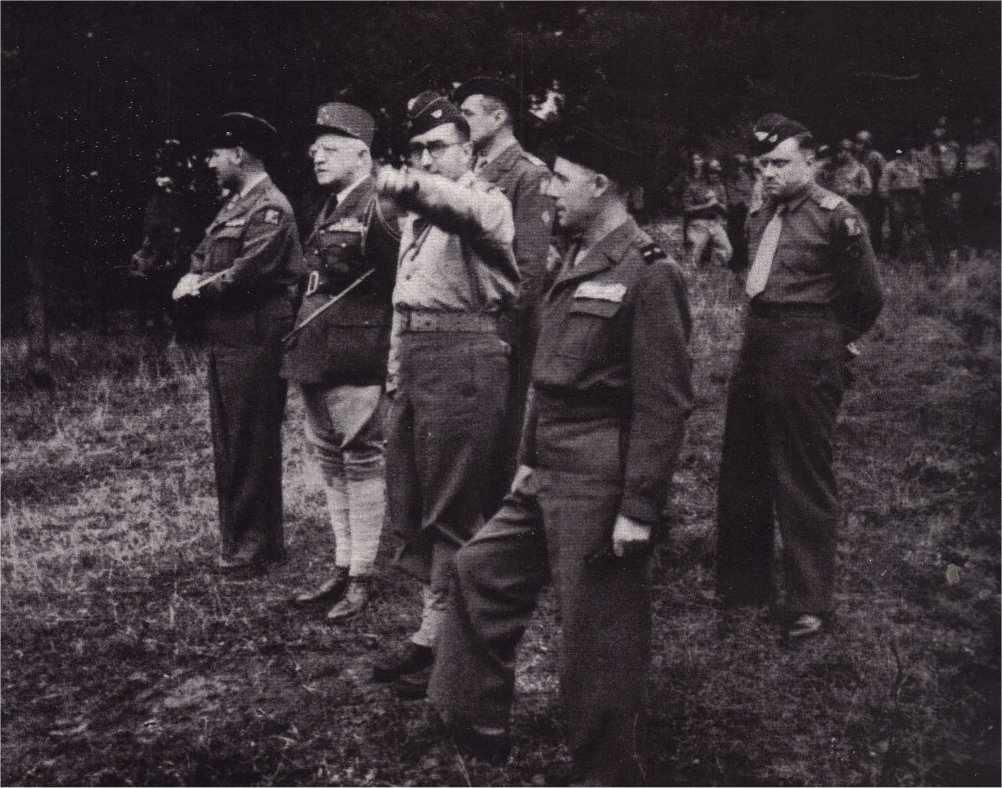
Le général de Monsabert (à gauche) pendant un exercice en 1945 (après la guerre), avec le général Raoul Salan et le colonel Pierre-Élie Jacquot.

Il prend part ensuite au débarquement de Provence en août 1944 puis  à la libération de Toulon, à celle de Marseille et à, l'hiver 1944/1945, à la défense de Strasbourg face à la contre-attaque allemande.  Nommé au commandement du 2e corps d'armée de la Première armée, commandée par de Lattre, il franchit le Rhin et s'empare de Stuttgart. Il est le premier commandant supérieur des troupes françaises d’occupation en Allemagne, entre juillet 1945 et septembre 1946.

### Après-guerre
Le 30 septembre 1946, le général d'armée de Goislard de Monsabert prend sa retraite. Il est député gaulliste du Rassemblement du peuple français (RPF) pour les Basses-Pyrénées (actuelles Pyrénées-Atlantiques) de 1951 à 1955, et participe à l'amicale des anciens de la 3e DIA. Au sein du RPF, il dirige la commission de la Défense nationale du conseil national du parti et, à l'Assemblée, est membre de la commission de la Défense.
Il meurt le 13 juin 1981 à 93 ans à Dax.

## Hommages
- Plusieurs voies publiques en France portent le nom du général de Monsabert : le boulevard de la Libération, dans le 4e arrondissement de Marseille, un boulevard à Vannes, des avenues à Toulouse et Mont-de-Marsan, des rues à Limoges, Bourges, Béziers, Pessac, Libourne, un rond-point à Carcassonne portent le nom du général de Monsabert[7];
- la 169e promotion de l'École spéciale militaire de Saint-Cyr (1982-1985) porte son nom ;
- au 50e anniversaire de la libération de Sienne fut apposée sur la Porta San Marco une plaque rappelant l'ordre historique du général, en version italienne « Tirate dove volete, ma io vi proibisco di tirare al di la del XVIII secolo »[8] (Tirez où vous voulez, mais je vous interdis de tirer au-delà du XVIIIe siècle.)
- une statue lui rend hommage à Bordeaux, place des Martyrs-de-la-Résistance, sculptée par André Greck.

## Décorations
|  |  |  |
|  |  |  |
|  |  |  |
|  |  |  |

### Décorations françaises
- Médaille militaire (7 octobre 1946)
- Grand-croix de la Légion d'honneur (19 mai 1945) ; chevalier (10 septembre 1916) ; officier (10 juillet 1926) ; commandeur (25 octobre 1941) ; grand officier (21 novembre 1944).
- Compagnon de la Libération - décret du 20 novembre 1944
- Croix de guerre 1914-1918 avec 7 citations  (3 palmes et 3 étoiles de vermeil et 1 étoile en argent )
- Croix de guerre 1939-1945 avec 5 palmes
- Croix de guerre des Théâtres d'opérations extérieurs avec 5 palmes.
- Médaille interalliée 1914-1918.
- Médaille commémorative de la Grande Guerre.
- Médaille coloniale avec agrafe « Maroc »  (31/05/26)

### Décorations étrangères
- Grand-Croix de l'Ordre de Grimaldi[9] (Monaco)
- Croix militaire (GB)
- Bronze Star Medal (É.-U.)
- Officier de la Légion du Mérite (É.-U.)
- Grand officier de l'ordre de Léopold (Belgique)
- Croix de guerre (Belgique)
- Croix de guerre (Luxembourg)
- Ordre du Mérite militaire chérifien (Maroc)
- Chevalier de l'ordre militaire Virtuti Militari (Pologne)[10]

## Héraldique
| Blason | Blasonnement : D'azur à trois roses d'or |